# Festuca durandoi subsp. livida
Festuca durandoi subsp. livida é uma subespécie de planta com flor pertencente à família Poaceae. 
A autoridade científica da subespécie é (Hack.) Rivas Ponce & Cebolla, tendo sido publicada em Fontqueria 28: 19 (1990).

## Portugal
Trata-se de uma subespécie presente no território português, nomeadamente em Portugal Continental.
Em termos de naturalidade é endémica da Península Ibérica.

## Protecção
Não se encontra protegida por legislação portuguesa ou da Comunidade Europeia.